# Simon Lacey
Simon Lacey (né le 9 juin 1971) est un ingénieur britannique qui occupe le poste de Head of Aerodynamics au sein de l'écurie de Formule 1 McLaren Racing depuis 2006.

## Biographie
Diplômé de l'université de Cambridge avec une licence en ingénierie, Simon Lacey termine major de sa promotion. En 1995, il occupe le poste d'aérodynamicien au sein de l'écurie britannique Williams F1 Team. Il reste chez Williams jusqu'en 1998 puis rejoint la nouvelle écurie British American Racing. 
Après le succès chez Williams, les années suivantes sont plus compliquées. En effet, BAR souffre de nombreux problèmes de jeunesse et il faut attendre la saison 2004 pour obtenir les premiers résultats satisfaisants : British American Racing finit à la 2e place du championnat constructeur. En 2006, sous le nom de Honda Racing F1 Team, l'écurie décroche son 1er succès lors du Grand Prix de Hongrie, grâce à Jenson Button. 
Simon Lacey quitte Honda en novembre 2006 pour McLaren Racing où il occupe le poste de Head of Aerodynamics.